# L'hora del silenci
L'hora del silenci (títol original en anglès, The Silent Hour) és una pel·lícula de thriller estatunidenca-maltesa del 2024 dirigida per Brad Anderson, escrita per Dan Hall i protagonitzada per Joel Kinnaman, Sandra Mae Frank, Mekhi Phifer i Mark Strong. S'ha subtitulat al català.
La pel·lícula es va estrenar als Estats Units l'11 d'octubre de 2024 amb Republic Pictures.
L'abril de 2023, el rodatge va tenir lloc al centre de Kitchener (Ontario).